# Juan de Lanuza y Perellós
Juan de Lanuza y Perellós, apodado el Viejo o el Zorro, fue un Justicia de Aragón.

## Biografía
El rey Carlos I le designó Justicia de Aragón el 16 de abril de 1554, sucediendo a su hermano Ferrer.
En su último año de mandato, durante las Alteraciones de Aragón, tuvo que enfrentarse al problema de Antonio Pérez, antiguo secretario del rey Felipe II, que pretendió acogerse al privilegio de Manifestación de los Fueros de Aragón por el origen aragonés de su padre y librarse de la condena a muerte por sus delitos.
El 24 de mayo de 1591 hubo un grave altercado en Zaragoza por el que se impidió el traslado de Pérez desde la Cárcel de los Manifestados hasta la Aljafería, sede de la Santa Inquisición, y fue asesinado el marqués de Almenara, representante del rey en el pleito del virrey extranjero.
Falleció el 22 de septiembre de 1591, con el conflicto en desarrollo.

## Matrimonio y descendencia
Casó con Catalina de Urrea, hermana del tercer conde de Aranda Juan Ximénez de Urrea y Enríquez, con quien tuvo a:
- Juan, llamado el Mozo, fue degollado tras las Alteraciones de Aragón.
- Pedro, caballero de Santiago en 1591, consiguió recuperar los señoríos familiares, nombrado conde de Plasencia por gracia de Felipe III y casado con Luisa de Silva Portocarrero y Guzmán.[2]
- Francisco
- María
- Ana
- Isabel, casada con Alonso de Cárdenas, señor de Lobón.[3]

## Biografía
Archivado el 18 de septiembre de 2016 en Wayback Machine. voz de la enciclopedia aragonesa
- Datos: Q16585310